# Democracia parlamentaria
En oposición a la república presidencialista y la república semipresidencialista, el jefe del Estado no tiene normalmente poderes ejecutivos reales como un presidente ejecutivo, ya que la mayoría de estos poderes le han sido concedidos al jefe de Gobierno, normalmente llamado primer ministro. Sin embargo, en una república parlamentaria (como Sudáfrica y Botsuana), el jefe de Estado y el jefe de Gobierno deben formar una sola oficina, pero el presidente se sigue eligiendo de la misma manera que el primer ministro en los estados que siguen el Sistema de Westminster. En ciertas ocasiones el presidente ha de tener poder ejecutivo legal para llevar a cabo el día a día de las instituciones (como en Finlandia o Irlanda), pero no hace uso de estos poderes. Algunas repúblicas parlamentarias podrían, por tanto, ser vistas como repúblicas con un sistema semipresidencialista, pero funcionando de una forma parlamentaria.

## Desarrollo histórico
Las democracias parlamentarias son aquellas que provienen de estados que previamente eran monarquías, con un monarca, o un representante del mismo (sobre todo en las repúblicas de la Commonwealth). Así, el rey o jefe de Estado ha sido sustituido por uno de elección democrática, pero manteniendo la falta de poder ejecutivo del mismo. Existen, asimismo, un gran número de democracias parlamentarias que fueron países con varios partidos legales, localizadas en el Bloque del Este o en la misma Unión Soviética.

## Lista de las actuales Repúblicas parlamentarias
| País                            | Anteriormente                                            | República parlamentaria adoptada en  | Jefe de Estado elegido                                                                 |
| ------------------------------- | -------------------------------------------------------- | ------------------------------------ | -------------------------------------------------------------------------------------- |
| Albania                         | Estado con un solo partido                               | 1991                                 | por el parlamento, por mayoría de tres quintos                                         |
| Alemania                        | Estado con un solo partido                               | 1949                                 | por la Asamblea federal (Parlamento y delegados estatales), por mayoría de dos tercios |
| Austria                         | Estado con un solo partido                               | 1955                                 | directamente, en segunda ronda                                                         |
| Bangladés                       | República Presidencialista (Parte de Pakistán)           | 1971                                 | por el parlamento                                                                      |
| Botsuana                        | Monarquía Constitucional (Reino de la Commonwealth)      | 1967                                 | por el parlamento                                                                      |
| Bulgaria                        | Estado con un solo partido                               | 1947                                 | por el parlamento                                                                      |
| Croacia                         | Estado con un solo partido (Parte de Yugoslavia)         | 1991                                 | directamente, en segunda ronda                                                         |
| República Checa                 | Estado con un solo partido (Parte de Checoslovaquia)     | 1993                                 | por el parlamento, por mayoría                                                         |
| Dominica                        | Territorio Británico de Ultramar                         | 1978                                 | por el parlamento, por mayoría                                                         |
| Eslovaquia                      | Estado con un solo partido (Parte de Checoslovaquia)     | 1993                                 | por el parlamento                                                                      |
| Eslovenia                       | Estado con un solo partido (Parte de Yugoslavia)         | 1991                                 | directamente, en segunda ronda                                                         |
| Estonia                         | Estado con un solo partido (Parte de la Unión Soviética) | 1992                                 | por el parlamento, por mayoría de dos tercios                                          |
| Etiopía                         | Estado con un solo partido                               | 1991                                 | por el parlamento, por mayoría de dos tercios                                          |
| Finlandia                       | Monarquía Constitucional (Parte del Imperio ruso)        | 1919                                 | directamente, en segunda ronda                                                         |
| Grecia                          | Directorio militar                                       | 1974                                 | por el parlamento, por mayoría                                                         |
| Hungría                         | Estado con un solo partido                               | 1990                                 | por el parlamento, por mayoría absoluta                                                |
| Islandia                        | Monarquía Constitucional (Parte de Dinamarca)            | 1944                                 | directamente                                                                           |
| India                           | Monarquía Constitucional (Reino de la Commonwealth)      | 1950                                 | por el parlamento y los legisladores estatales                                         |
| Irak                            | Estado con un solo partido                               | 2005                                 | por el parlamento, por mayoría de dos tercios                                          |
| Irlanda                         | Monarquía constitucional (Reino de la Commonwealth)      | 1949                                 | directamente                                                                           |
| Israel                          | Protectorado (Parte del Mandato Británico de Palestina)  | 1949                                 | por el parlamento, por mayoría de dos tercios                                          |
| Italia                          | Monarquía constitucional                                 | 1948                                 | por el parlamento, por mayoría                                                         |
| Kiribati                        | Protectorado                                             | 1979                                 | por los Ciudadanos                                                                     |
| Letonia                         | Estado con un solo partido (Parte de la Unión Soviética) | 1991                                 | por el parlamento                                                                      |
| Libia                           | Estado con un solo partido (Yamahiriya)                  | 2011 (en 2012 terminó la transición) | por el parlamento                                                                      |
| Lituania                        | Estado con un solo partido (Parte de la Unión Soviética) | 1990                                 | directamente, en segunda ronda                                                         |
| Macedonia del Norte             | Estado con un solo partido (Parte de Yugoslavia)         | 1991                                 | directamente, en segunda ronda                                                         |
| Malta                           | Monarquía Constitucional (Reino de la Commonwealth)      | 1974                                 | directamente, en segunda ronda                                                         |
| Islas Marshall                  | Territorio en Fideicomiso de las Islas del Pacífico      | 1979                                 | por el parlamento                                                                      |
| Mauricio                        | Monarquía Constitucional (Reino de la Commonwealth)      | 1992                                 | por el parlamento, por mayoría                                                         |
| Estados Federados de Micronesia | Territorio en Fideicomiso de las Islas del Pacífico      | 1986                                 | por el parlamento                                                                      |
| Mongolia                        | Estado con un solo partido                               | 1949                                 | por el parlamento                                                                      |
| Montenegro                      | República Federal (en unión con Serbia)                  | 2006                                 | directamente, en segunda ronda                                                         |
| Nauru                           | Territorio en Fideicomiso de Australia                   | 1968                                 | por el parlamento                                                                      |
| Polonia                         | Estado con un solo partido                               | 1990                                 | directamente, en segunda ronda                                                         |
| Portugal                        | Directorio militar                                       | 1976                                 | directamente, en segunda ronda                                                         |
| Samoa                           | Territorio de Nueva Zelanda                              | 2007                                 | por el parlamento                                                                      |
| Serbia                          | República Federal (en unión con Montenegro)              | 2006                                 | directamente, por segunda ronda                                                        |
| Singapur                        | Monarquía Constitucional (Parte de Malasia)              | 1965                                 | directamente, por segunda ronda                                                        |
| Sudáfrica                       | Monarquía Constitucional (Reino de la Commonwealth)      | 1961                                 | por el parlamento, por mayoría                                                         |
| Surinam                         | Estado con un solo partido (Dictadura militar)           | 1987                                 | por el parlamento                                                                      |
| Suiza                           | Directorio militar (Ocupado por Francia)                 | 1802                                 | Por el parlamento                                                                      |
| Timor Oriental                  | Directorio militar (Ocupado por Indonesia)               | 1999                                 | directamente, en segunda ronda                                                         |
| Trinidad y Tobago               | Monarquía Constitucional (Reino de la Commonwealth)      | 1976                                 | por el parlamento                                                                      |
| Turquía                         | Monarquía absoluta (Parte del Imperio otomano)           | 1923                                 | por el parlamento, por mayoría de dos tercios                                          |
| Vanuatu                         | Monarquía Constitucional (Reino de la Commonwealth)      | 1947                                 | por el parlamento y el consejo regional de presidentes, por mayoría                    |
| Zimbabue                        | República presidencialista                               | 2008                                 | directamente, en segunda ronda                                                         |